# Idotea emarginata
Idotea emarginata es una especie de crustáceo isópodo marino de la familia Idoteidae.

## Distribución geográfica
Se distribuye por el Atlántico nororiental y el mar Mediterráneo occidental.